# Marinus de Fregeno
Marinus de Fregeno (* in Parma; † 7. Juli 1482 in Rom; auch Marino de Fregeno oder Marinus Freganus) war ein italienischer römisch-katholischer Theologe. Im 15. Jahrhundert war er päpstlicher Legat und Ablasshändler in Nord- und Mitteleuropa und schließlich für mehrere Jahre Bischof von Cammin. 

## Leben
Marinus de Fregeno stammte wahrscheinlich aus Parma. Er war humanistisch gebildet und Professor der Theologie.
Papst Kalixt III. beauftragte ihn 1457 mit der Erhebung des Türkenzehnts in Dänemark, Schweden und Norwegen sowie in Teilen Polens und Litauens. Papst Pius II. erneuerte diesen Auftrag 1459 und erweiterte ihn um einige mittel- und norddeutsche Gebiete. In Sachsen geriet Marinus de Fregeno wegen der Zehntensammlung in Konflikt mit dem Kurfürsten Friedrich II. und dem Bischof Caspar von Meißen, von denen er einige Zeit gefangen gehalten wurde. 
Anschließend ging Marinus de Fregeno für mehrere Jahre in die skandinavischen Länder, wo er erfolgreich den Ablasshandel zur Finanzierung des Türkenkrieges betrieb. Zwar konnte er mehrfach größere Geldsummen nach Italien schicken, musste es jedoch erdulden, dass König Christian I. von Dänemark und andere weltliche Herrscher einen Teil seines gesammelten Geldes beschlagnahmten. Seine Bekanntheit war so groß, dass er das Ziel heftiger Angriffe der Ablasskritiker und mit zahlreichen Spott- und Scheltnamen belegt wurde.
Im Jahr 1465 ging er nach Polen, wo er von Kasimir IV. inhaftiert worden sein soll, der auch das gesammelte Geld einzog. Da in Rom keine Gelder mehr eintrafen und der Verbleib de Fregenos unbekannt war, erließ Paul II. einen Haftbefehl gegen ihn. Die gegen ihn erhobenen Anschuldigungen konnte er offensichtlich entkräften, denn 1467 erschien er in Lübeck. 1471 wurde er durch Papst Sixtus IV. erneut mit dem Ablasshandel zugunsten der Finanzierung des Türkenkrieges in Dänemark, Schweden, Norwegen, Schleswig und Holstein beauftragt. Mit dieser Aufgabe befasste er sich mehrere Jahre, wie Nachrichten aus verschiedenen Orten belegen.
Mitte 1479 ernannte Papst Sixtus IV. Marinus de Fregeno zum Bischof von Cammin in Pommern. Die 1471 angeordnete, aber nicht durchgeführte Versetzung des Bischofs von Ermland, Nikolaus von Tüngen, auf diesen Bischofsstuhl hob der Papst auf. Fregeno reiste aus Italien nicht sofort in sein neues Bistum ab, wo noch der zum Bischof gewählte, aber vom Papst nicht anerkannte Ludwig von Eberstein als Postulat regierte, sondern schickte den Stargarder Archidiakon Peter Schönfeld als seinen Vikar und Administrator voraus. Anfang 1480 suchte Fregeno zunächst in Ansbach den Kurfürsten Albrecht Achilles auf, um sich dessen Unterstützung zusagen zu lassen. Er wurde zum Ratgeber des Kurfürsten ernannt und erhielt ein Empfehlungsschreiben an den Sohn des Kurfürsten, den Markgrafen Johann Cicero von Brandenburg.
Am 24. März 1480 wurde Marinus de Fregeno in Greifswald feierlich empfangen und ins Bischofsamt eingeführt. Gleichzeitig begannen Verhandlungen mit dem ehemaligen Postulaten Ludwig von Eberstein, der für  die Zeit seiner Administration eine Entschädigung verlangte, die Verhandlungen aber hinauszögerte. Herzog Bogislaw X. ließ Fregeno schließlich im Mai 1480 ohne Rücksicht auf den Ebersteiner in Cammin inthronisieren. Nach der Anerkennung durch die beiden Vorderstädte des Stiftes, Kolberg und Köslin, deren Privilegien er bestätigte und erweiterte, besuchte Bischof Marinus zunächst sein Stiftsgebiet. Mit Bogislaw X. schloss er einen Vertrag, der die Abhängigkeit des Bistums von den pommerschen Herzögen festschrieb. 
Bischof Marinus geriet jedoch mit seinem Klerus in heftigen Streit, als er eine zum Amtsantritt des Bischofs übliche Zahlung („subsidium caritativum“), die ihm auf einer Synode in Stettin auch bewilligt worden war, von den Geistlichen einforderte und auch eintrieb. Auch die Domkapitel stellten sich gegen ihn, in dem sie die Abfindungen an den Ebersteiner Grafen bemängelten und für dessen Nichteinhaltung der Verträge dem Bischof die Schuld gaben. Am 3. Februar 1481 setzten schließlich zahlreiche Vertreter des Klerus eine umfangreiche Beschwerdeschrift an den Papst auf, in der sie dem Bischof Marinus Handeln zum Schaden des Bistums und der Kirche vorwarfen. Sie erhielten auch von Bogislaw X. Unterstützung, der wahrscheinlich mit der Politik des Bischofs, vor allem dessen Beziehungen zu Brandenburg, unzufrieden war. Im März 1481 wurde Bischof Marinus in Greifswald von einer aufgebrachten Menge tätlich angegriffen, konnte sich aber in den Dom St. Nikolai retten. Bald nachdem er dem Papst seinen schriftlichen Widerspruch gegen den Beschwerdebrief übermitteln ließ, erklärte das Camminer Domkapitel ihn für abgesetzt. Bischof Marinus hielt sich anschließend bis August 1481 in Kolberg auf, von wo er noch einige Verfügungen erließ und Urkunden ausstellte, da die Städte seines Stiftes offensichtlich noch zu ihm standen, bevor er nach Rom abreiste. Dort prozessierte er, wie es scheint mit wachsendem Erfolg, gegen seine Absetzung. Sein plötzlicher Tod 1482 beendete jedoch sein Episkopat.